# Баркгаузен, Иоганн Конрад

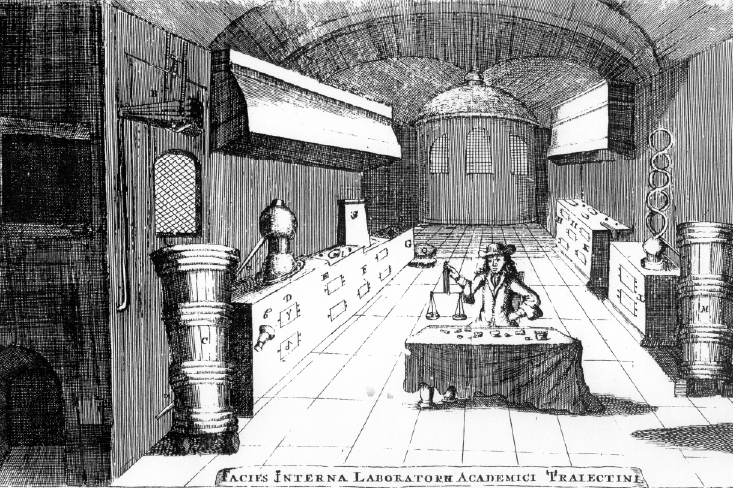

Иоганн Конрад Баркгаузен (16 марта 1666, Хорн-Бад-Майнберг, Вестфалия — 2 октября 1723, Утрехт, Нидерланды) — немецкий врач, фармацевт, химик и педагог. В Утрехтском университете он был первым, кто стал преподавать химию как отдельный предмет (а не как часть медицины). Опубликовал четыре учебника по химии и два по медицине.

## Биография
Родился 16 марта 1666 года в Хорн-Бад-Майнберге, в семье члена городского совета. После ранней смерти обоих родителей с 1679 года воспитывался бабушкой и дедушкой. Затем его воспитывал живший в Детмольде дядя — юрист, архивариус и библиотекарь Франц Каспар Баркгаузен (1636—1715). Он обучил племянника древнегреческому и латинскому языкам.
Изучал медицину, фармакологию и химию в Берлине, Майнце и Вене. В 1690 году была напечатана его первая книга «Pharmacopoeus synopticus», выдержавший два издания при жизни автора.
В 1693 году ненадолго вернулся в родной город, но, не найдя себе места фармацевта, уехал в Венгрию, а затем в Италию; был личным врачом венецианского дожа Франческо Морозини и сопровождал его в Морейской военной экспедиции.
После смерти Морозини, 16 сентября 1694 года он получил разрешение преподавать химию в университете Утрехта, хотя и не имел необходимого образования, чтобы официально занять должность университетского профессором; но его курсы были настолько успешными, что магистрат решением от 8 апреля 1695 года профинансировал строительство химической лаборатории в бастионе тогдашней крепости Сонненборг. В 1698 году, 29 августа Баркгаузен был назначен лектором, а 3 октября получил звание доктора медицины «honorary basis»: «за его эрудицию и отличные частные и публичные свидетельства его навыков в медицине и химии». Наконец, 19 марта 1703 года он был избран адъюнкт-профессором химии.
Помимо преподавания до конца жизни также занимался частной медицинской практикой.
Хотя Баркгаузен был современником Сталя, его сочинения содержат ещё алхимические воззрения. Баркгаузен открыл янтарную кислоту при перегонке янтаря, занимался также физиологической химией. В его исследованиях кала, желчи и мочи найдены факты, сохранявшие значение в течение долгого времени.
Умер 2 октября 1723 года.
С 13 декабря 1699 года был женат на Марии Иоганне Пильсвеерт (?—1717). В следующем году у них родился сын Конрад, умерший в детстве. Других детей у них не было.